# Numeración pipil
La numeración pipil son aquellos signos ocupados por los pipiles (etnia amerindia de América que habitó durante la época prehispánica en parte de: Guatemala, Honduras, El Salvador y Nicaragua; siendo en estas dos últimas naciones una población dominante) para contar. Este sistema de numeración era igual al ocupado por los mayas y mexicas principalmente estos últimos.
Este anexo incluye prácticamente todas las formas conocidas documentadas por diversos autores desde la época colonial de como los hablantes del Idioma náhuat nombran los números, organizados en dígitos, decenas, centenas y millares.

## Representación y nombramiento de los números
Los cifras eran representados de la manera siguiente: la unidad se representaba por un punto o un dedo y el 5 por una raya, cinco puntos o una mano; en cambio, el 20 era representado por una bandera, el 400 por un círculo atravesado por una línea perpendicularmente y el 8.000 por un círculo en la punta superior de un triángulo.

### Dígitos
Los números del 1 al 5 tenían su nombre propio, mientras que los nombres de las cifras del 6 al 9 provenían de la combinación de la palabra Chiku o Chikua (que en ambos casos significa: la mitad de los dedos o 5) más el nombre de uno de los números del 1 al 4 y por lo tanto representaban una adición donde se le sumaba al 5 el número que lo acompaña (ejemplo: Chikúme = 7 o 5 + 2). 
| Nombre en Náhuat      | Número Arábigo | Nombre en español. |
| --------------------- | -------------- | ------------------ |
| Se                    | 1              | Uno                |
| Ume                   | 2              | Dos                |
| Yey                   | 3              | Tres               |
| Nawi                  | 4              | Cuatro             |
| Makwil o Imey         | 5              | Cinco              |
| Chikwasen o Chikwasin | 6              | Seis               |
| Chikume               | 7              | Siete              |
| Chikwey o chikey      | 8              | Ocho               |
| Chiknawi              | 9              | Nueve              |

### Decenas
Los nombres de las decenas estaban conformadas por el nombre de uno los dígitos (los números del 1 al 9) a la izquierda de la palabra Imey (que significa 5 o una mano) o Pual (la cual también puede escribirse como Púwal, en ambos formas puede significar 5 (es decir, los cinco dedos de la mano) o 20 (la totalidad de los dedos de las dos manos y dos pies; lo cual representa un conjunto o cálculo)), por lo tanto las decenas representaban una multiplicación que puede ser quintesimal (donde al número del 1 al 9 ubicadas a la izquierda se lo multiplicaba por 5 en este caso se usaban las palabras Imey o Pual y se lo utilizaba hasta el número 30 (la excepción son los números 10 y 15, que aunque se pueden nombrar al igual que los demás decenas utilizando la palabra Púal, también pueden denominarse Majtakti y Kashtul respectivamente); por ejemplo: Nawi Púal o Nawi Imey = 20 o 4 x 5) o vigesimal (donde a las cifras del 1 al 9 se los multiplicaba por 20, en este caso solamente se usaba la palabra Púal o Púwal; por ejemplo: Yey Púal = 60 o 3 x 20). En cambio para nombrar las decenas derivadas de una terminada en cero (como 21, 25, 38, etc) se escribe a la derecha de la palabra Púal uno de los dígitos o la palabra tajku (este último utilizado en el sistema vigesimal simboliza la mitad de 20, es decir 10); representando una suma. 
Por otro lado para utilizar el sistema vigesimal se puede las siguientes expresiones para formar los otros números: 
- ási ("es suficiente” para completar la suma).
- kipia [gi-pía] (“tiene, contiene”; expresa la suma total la cual se interpreta como hace/suma tanto).
- kineki [gi-négi] (“se necesita”; corresponde a menos (-) en la resta).
- wan (“y, con”, expresa más (+)).
- (íj)pak (“encima de, sobre”; expresa más (+)). Por Ejemplo: kineki makwil pal asi sen pual (“se necesita cinco para llegar a un cálculo”; lo cual es igual a 15 o 20 - 5).

También pueden combinarse los dos sistemas al utilizar las palabras Majtakti (10 o 2 x5 ) o Kashtul (15 o 3 x 5), después de la palabra Púal (que en este caso simboliza 20; y siempre va antecedida de uno de los dígitos); por ejemplo: Sen Púal Majtakti = 30 o (1 x 20) + (5 x 2).
Otros nombres para los múltiplos de 20 en el sistema vigesimal son: Panti para el 20, Zonte en el caso del 400 y Shikipil para el 8.000; estos nombres son los mismos que los que usaban los méxicas para esas cifras solo que traducida al Idioma Náhuat y a principios de la época colonial se los utilizó para contabilizar el tributo dado por los indígenas junto con la carga (nombre que los españoles utilizaron para nombrar el número 16.000 en la contabilización de los tributos.
| Símbolo | Nombre en náhuat (sistema quintesimal)                | Operación que representa (sistema quintesimal) | Nombre en náhuat(sistema vigesimal)                         | Significado de la expresión (sistema vigesimal) | Operación que representa (sistema vigesimal) | Combinación de los sistemas | Operación que representa (combinación) | Nombre en español | N.º arábigo |  |
| ------- | ----------------------------------------------------- | ---------------------------------------------- | ----------------------------------------------------------- | ----------------------------------------------- | -------------------------------------------- | --------------------------- | -------------------------------------- | ----------------- | ----------- |  |
|         | Majtakti o Tajkupual Otra forma: "Um Púal o Ume Imey" | 2 x 5                                          | Kineki tajku pal asi sen pual                               | Se necesita la mitad para llegar a un conjunto  | 20 - (20/2)                                  | -                           | -                                      | Diez              | 10          |  |
|         | Majtakti se                                           | (5 x 2) + 1                                    | Kineki chiknawi pal asi sen pual                            | Se necesita nueve para llegar a un cálculo      | 20 - 9                                       | -                           | -                                      | Once              | 11          |  |
|         | Majtakti ume                                          | (5 x 2) + 2                                    | Kineki chikwey pal asi sen pual                             | Se necesita ocho para llegar a un conjunto      | 20 - 8                                       | -                           | -                                      | Doce              | 12          |  |
|         | Majtakti yey                                          | (5 x 2) + 3                                    | Kineki chikume pal asi sen pual                             | Se necesita siete para llegar a un conjunto     | 20 - 7                                       | -                           | -                                      | Trece             | 13          |  |
|         | Majtakti nawi                                         | (5 x 2) + 4                                    | Kineki chikwasen pal asi sen pual                           | Se necesita seis para llegar a un cálculo       | 20 - 6                                       | -                           | -                                      | Catorce           | 14          |  |
|         | Kashtul Otra forma: "Yey Pual"                        | 3 x 5                                          | Kineki makwil pal asi sen pual                              | Se necesita cinco para llegar a un cálculo      | 20 - 5                                       | -                           | -                                      | Quince            | 15          |  |
|         | Kashtul se                                            | (3 x 5) + 1                                    | Kineki nawi pal asi sen pual                                | Se necesita cuatro para llegar a un conjunto    | 20 - 4                                       | -                           | -                                      | Dieciséis         | 16          |  |
|         | Kashtul ume                                           | (3 x 5) + 2                                    | Kineki yey pal asi sen pual                                 | Se necesita tres para llegar a un cálculo       | 20 - 3                                       | -                           | -                                      | Diecisiete        | 17          |  |
|         | Kashtul yey                                           | (3 x 5) + 2                                    | Kineki ume pal asi sen pual                                 | Se necesita dos para llegar a un conjunto       | 20 - 2                                       | -                           | -                                      | Dieciocho         | 18          |  |
|         | Kashtul nawi                                          | (3 x 5) + 4                                    | Kineki se pal asi sen pual                                  | Se necesita uno para llegar a un cálculo        | 20 - 1                                       | -                           | -                                      | Diecinueve        | 19          |  |
|         | Nawi Pual                                             | 4 x 5                                          | Sen Pual                                                    | Un cálculo o conjunto                           | 20 x 1                                       |                             |                                        | Veinte            | 20          |  |
|         | Nawi Pual se                                          | (4 x 5) + 1                                    | Sen Pual wan se Otra forma: "kipia sen pual wan se"         | Un conjunto más uno                             | 20 + 1                                       | -                           | -                                      | Veintiuno         | 21          |  |
| -       | Makwil Pual                                           | 5 x 5                                          | Sen Pual wan Makwil Otra forma: "kipia sen pual wan makwil" | - Tiene un conjunto y cinco                     | 20 + 5                                       | -                           | -                                      | Veinticinco       | 25          |  |
| -       | Chikuásen Púal                                        | 6 x 5                                          | Úme iméi íjpak ne púal"                                     | Dos manos sobre/en/más un conjunto              | (2 x 5) + 20                                 | Sen Púal Majtakti           | (20 x 1) + (5 x 2)                     | Treinta           | 30          |  |
| -       | -                                                     | -                                              | Ginégi mákuil pal ási úme púal"                             | Se necesita cinco para llegar a dos cálculos    | (20 x 2) - 5                                 | Sen Púal Kashtul            | (20 x 1) + (5 x 3)                     | Treinta y cinco   | 35          |  |
|         | -                                                     | -                                              | Úme Púal                                                    | Dos cálculos o conjunto                         | 20 x 2                                       |                             |                                        | Cuarenta          | 40          |  |
| -       | -                                                     | -                                              | Úm púal uan mákuil                                          | Dos conjuntos y cinco                           | (20 x 2) + 5                                 |                             |                                        | Cuarenta y cinco  | 45          |  |
| -       | -                                                     | -                                              | Úm púal uan tájku                                           | Dos conjuntos y medio                           | (20 x 2) + 20/2                              | Úm púal majtakti            | (20 x 2) + (5 x 2)                     | Cincuenta         | 50          |  |
| -       | -                                                     | -                                              | Ginégi mákuil pal ási yéi púal                              | Se necesita cinco para llegar a tres cálculos   | (20 x 3) - 5                                 | Úm púal kashtul             | (20 x 2) + (5 x 3)                     | Cincuenta y cinco | 55          |  |
|         | -                                                     | -                                              | Yéi púal                                                    | Tres conjuntos o cálculos                       | 20 x 3                                       |                             |                                        | Sesenta           | 60          |  |
| -       | -                                                     | -                                              | Yéi Púal uan mákuil                                         | Tres conjuntos y cinco                          | (20 x 3) + 5                                 |                             |                                        | Sesenta y cinco   | 65          |  |
| -       | -                                                     | -                                              | Yéi Púal uan tájku                                          | Tres conjuntos y medio                          | (20 x 3) + 20/2                              | Yéi Púal majtakti           | (20 x 3) + (5 x 2)                     | Setenta           | 70          |  |
| -       | -                                                     | -                                              | Ginégi mákuil pal ási náui púal                             | Se necesita cinco para llegar a cuatro cálculos | (20 x 4) - 5                                 | Yéi Púal Kashtul            | (20 x 3) + (5 x 3)                     | Setenta y cinco   | 75          |  |
|         | -                                                     | -                                              | Náui Púal                                                   | Cuatro conjuntos o cálculos                     | 20 x 4                                       |                             |                                        | Ochenta           | 80          |  |
| -       | -                                                     | -                                              | Náui Púal uan mákuil                                        | Cuatro conjuntos y cinco                        | (20 x 4) + 5                                 |                             |                                        | Ochenta y cinco   | 85          |  |
| -       | -                                                     | -                                              | Náui Púal uan tájku                                         | Cuatro conjuntos y medio                        | (20 x 4) + 20/2                              | Náui Púal uan Majtakti      | (20 x 4) + (5 x 2)                     | Noventa           | 90          |  |
| -       | -                                                     | -                                              | Ginégi mákuil pal ási mákuil púal                           | Se necesita cinco para llegar a cinco conjuntos | (20 x 5) - 5                                 | Náui Púal Kashtul           | (20 x 4) + (5 x 3)                     | Noventa y cinco   | 95          |  |

### Centenas
En los nombres de las centenas se combinan los dos sistemas de conteo (el quintesimal y el vigesimal). Para distinguir ambas cuentas se utiliza la palabra Iméi (mano o conjunto; lo que es igual a cinco) para nombrar el sistema quintesimal (de base cinco), en cambio para nombrar el sistema vigesimal (de base 20) se utiliza al igual que en las decenas la palabra Púal o Púwal (en este caso significa el conjunto total de los dedos de una persona; lo que es igual a 20). Primeramente se coloca el nombre de un dígito (números del 1 al 9) seguido por la palabra Iméi y luego por la palabra Púal. 
Otra forma es que en vez de ocupar las palabras Púal e Iméi, se utiliza la palabra Tzunti (este significa 5 x 20 = 100) antecediéndole la palabra designa el dígito con el que se va a multiplicar (es de recordar que toda palabra que designe número ubicado a la izquierda de Púal, Iméi o Tzunti se multiplica con el número que representan las palabras antedichas) esta formas es más ocupada. Por lo tanto, los nombres de las centenas representan una multiplicación donde se multiplica a un dígito por 5 y por 20. 
Para representar las cifras de derivadas de una centena (101, 102, 250, 520, 830, etc) se escribe a la derecha de púal o Tzunti el nombre del dígito (es el caso de 101, 205, 809, etc) o de la decena (ocupando: el sistema vigesimal, las palabras Majtakti y Kashtul (10 y 15 respectivamente, ambas del sistema quintesimal), y la combinación de ambas para cifras mayores), esto se ocupa para cifras como 110, 120, 250, 980, etc.
| Símbolo | Nombre en Náhuat                                                                                               | Operación que representa                       | Nombre en español | Número arábigo |
| ------- | --- | ---------------------------------------------- | ----------------- | -------------- |
|         | Sen Tzunti Otra forma: "Mákuil Púal" o "Iméi Púal"                                                             | 20 x 5                                         | Cien              | 100            |
|         | Sen Tzunti mákuil Otra forma: "Iméi Púal mákuil"                                                               | (20 x 5) + 5                                   | Ciento cinco      | 105            |
|         | Sen Tzunti majtakti Otra forma: "Mákuil Púal majtakti" o "Iméi Púal majtakti"                                  | (20 x 5) + (5 x 2)                             | Ciento diez       | 110            |
|         | Sen Tzunti kashtul Otra forma: "Mákuil Púal kashtul" o "Iméi Púal kashtul"                                     | (20 x 5) + (5 x 3)                             | Ciento quince     | 115            |
|         | Sen Tzunti sen púal Otra forma: "Mákuil Púal uan sen púal" o "Iméi Púal uan sen púal"                          | (20 x 5) + 20                                  | Ciento veinte     | 120            |
|         | Sen Tzunti úm púal majtakti Otra forma: "Mákuil Púal uan úm púal majtakti" o "Iméi Púal uan úme púal majtakti" | (20 x 5) + (2 x 20) + (5 x 2)                  | Ciento cincuenta  | 150            |
|         | "Úme Tzunti" Otra forma: "Úme iméi púal" o "Majtakti Púal"                                                     | 2 x (5 x 20)                                   | Doscientos        | 200            |
|         | "Yéi Tzunti" Otra forma: "Yéi iméi púal" o "Kashtul Púal"                                                      | 3 x 5 x 20                                     | Trescientos       | 300            |
|         | "Náui Tzunti" o "Náui iméi púal" Otra forma: "Sen Tzonte"                                                      | 4 x 5 x 20 20 x 2                              | Cuatrocientos     | 400            |
| -       | "Mákuil Tzunti" o "Mákuil iméi púal" Otra forma: "Sen Tzonte mákuil púal"                                      | 5 x 5 x 20 (20 x 2) + (5 x 20)                 | Quinientos        | 500            |
| -       | "Chikuásin Tzunti" o "Chikuásin iméi púal" Otra forma: "Sen Tzonte majtakti púal"                              | (5 + 1 = 6) x 5 x 20 (20 x 2) + [(5 x 2) x 20] | Seiscientos       | 600            |
| -       | "Chikúme Tzunti" o "Chikúme iméi púal" Otra forma: "Sen Tzonte kashtul púal"                                   | (5 + 2 = 7) x 5 x 20 (20 x 2) + [(5 x 3) x 20] | Setecientos       | 700            |
|         | "Chikuéi Tzunti" o "Chíkuéi iméi púal" Otra forma: "Úme Tzonte"                                                | (5 + 3 = 8) x 5 x 20 (2 x 20) x 2              | Ochocientos       | 800            |
| -       | Chikunáui Tzunti o "Chikunáui iméi púal" Otra forma: "Úme Tzonte mákuil púal"                                  | (5 + 4 = 9) x 5 x 20 [(2 x 20) x 2] + (5 x 20) | Novecientos       | 900            |

### Millares
Para los nombres de los millares y números superiores se utilizan las mismas palabras usadas en los nombres de las centenas (los nombres de los dígitos, majtakti, kashtul, púal y Tzunti), la estructura es la misma con la diferencia que la operación representada es más larga. Otra forma de nombrarlos sería utilizando las palabras Tzonte (400) o Xiquipil (8 000) con las palabras majtakti, kashtul, púal o los nombres de los dígitos de la forma correspondiente como es descrito en la sección de las centenas. 
Una forma más actual es la de nombrar los números que componen las cifra, utilizando los nombres de los dígitos (se, úme, yéi...) y la palabra Tatka (que significa: nada) para designar al cero (ya que tal número no existía en la numeración original y por lo tanto la palabra antedicha no representa al número cero sino a su significado); un ejemplo de esta forma de nombrar sería: Úme tatka takta se (lo que es igual a 2001).
La siguiente tabla muestra la forma tradicional de nombrar los números siguiendo las indicaciones de escritores desde la época colonial y por lo tanto muestra tanto la combinación de las palabras Tzunti, púal, majtakti, kashtul y los nombres de los dígitos (en algunos hay una forma alterna de nombrarlos pero usando la misma estructura); como aquella que es similar a la numeración azteca (que usa las palabras Tzonte y Xiquipil), la cual está atestiguada en los registros coloniales del territorio salvadoreño.
| Símbolo | Nombre en Náhuat | Operación que representa                                                                                         | Nombre en español | Número arábigo |
| ------- | --- | --- | ----------------- | -------------- |
|         | Majtakti Tzunti Otra forma: "Úme Tzonte majtakti púal"                                                                       | (5 x 2) x (5 x 20) (400 x 2) + [(5 x 2) x 20]                                                                    | Mil               | 1000           |
|         | Majtakti Tzunti mákuil Otra forma: "Úme Tzonte majtakti púal uan mákuil"                                                     | [(5 x 2) x (5 x 20)] + 5 (400 x 2) + [(5 x 2) x 20] + 5                                                          | Mil Cinco         | 1005           |
|         | Majtakti Tzunti majtakti Otra forma: "Úme Tzonte majtakti púal uan majtakti"                                                 | [(5 x 2) x (5 x 20)] + (5 x 2) (400 x 2) + [(5 x 2) x 20] + (5 x 2)                                              | Mil Diez          | 1010           |
|         | Majtakti Tzunti kashtul Otra forma: "Úme Tzonte majtakti púal uan kashtul"                                                   | [(5 x 2) x (5 x 20)] + 15 (400 x 2) + [(5 x 2) x 20] + (5 x 3)                                                   | Mil Quince        | 1015           |
|         | Majtakti Tzunti sen púal Otra forma: "Úme Tzonte majtakti púal uan sen púal"                                                 | [(5 x 2) x (5 x 20)] + 20 (400 x 2) + [(5 x 2) x 20] + 20                                                        | Mil Veinte        | 1020           |
|         | Majtakti Tzunti úm púal uan majtakti Otra forma: "Úme Tzonte majtakti púal uan úm púal majtakti"                             | [(5 x 2) x (5 x 20)] + [(2 x 20) + (5 x 2)] (400 x 2) + [(5 x 2) x 20] + [(20 x 2) + (5 x 2)]                    | Mil Cincuenta     | 1050           |
|         | Kashtul Tzunti Otra forma: "Majtakti Tzunti mákuil Tzunti" Otra forma: "Yéi Tzonte kashtul púal"                             | (5 x 3) x (5 x 20) [(5 x 2) x (5 x 20)] + [5 x (20 x 5)] (400 x 2) + [(5 x 3) x 20]                              | Mil Quinientos    | 1500           |
|         | Sen Púal Tzunti Otra forma: "Mákuil Tzonte"                                                                                  | [20 x (5 x 20)] 5 x 400                                                                                          | Dos Mil           | 2000           |
|         | Sen Púal Majtakti Tzunti Otra forma: "Sen Púal Tzunti Majtakti Tzunti" Otra forma: "Chikúme Tzonte majtakti púal"            | [20 + (5 x 2)] x (5 x 20) [20 x (5 x 20)] + [(5 x 2) x (5 x 20] (7 x 400) + [(5 x 2) x 20]                       | Tres Mil          | 3000           |
|         | Úm Púal Tzunti Otra forma: "Majtakti Tzonte"                                                                                 | [(20 x 2) x (5 x 20)] (5 x 2) x 400                                                                              | Cuatro mil        | 4000           |
|         | Úm Púal Majtakti Tzunti Otra forma: "Úm Púal Tzunti Majtakti Tzunti" Otra forma: "Majtakti Úme Tzonte majtakti púal"         | [(2 x 20) + (5 x 2)] x (5 x 20) [(2 x 20) x (5 x 20)] + [(5 x 2) x (5 x 20] [(5 x 2 + 2) x 400] + [(5 x 2) x 20] | Cinco mil         | 5000           |
|         | Yéi Púal Tzunti Otra forma: "Kashtul Tzonte"                                                                                 | [(20 x 3) x (5 x 20)] (5 x 3) x 400                                                                              | Seis mil          | 6000           |
|         | Yéi Púal Majtakti Tzunti Otra forma: "Yéi Púal Tzunti Majtakti Tzunti" Otra forma: "Kashtul Úme Tzonte majtakti púal"        | [(3 x 20) + (5 x 2)] x (5 x 20) [(3 x 20) x (5 x 20)] + [(5 x 2) x (5 x 20] [(5 x 3 + 2) x 400] + [(5 x 2) x 20] | Siete mil         | 7000           |
|         | Náwi Púal Tzunti Otra forma: "Sen Xiquipil"                                                                                  | [(20 x 4) x (5 x 20)] 8000                                                                                       | Ocho mil          | 8000           |
|         | Náwi Púal Majtakti Tzunti Otra forma: "Náwi Púal Tzunti Majtakti Tzunti" Otra forma: "Sen Xiquipil Úme Tzonte majtakti púal" | [(4 x 20) + (5 x 2)] x (5 x 20) [(4 x 20) x (5 x 20)] + [(5 x 2) x (5 x 20] 8000 + (2 x 400) + [(5 x 2) x 20]    | Nueve mil         | 9000           |
|         | Sen Tzunti Tzunti Otra forma: "Mákuil Púal Tzunti" Otra forma: "Sen Xiquipil Mákuil Tzonte"                                  | [(1 x 20 x 5) x (5 x 20)] [(20 x 5) x (5 x 20)] 8000 + (5 x 400)                                                 | Diez mil          | 10 000         |